# 779 a.C.
Séculos: (Século IX a.C. - Século VIII a.C. - Século VII a.C.)
781 a.C. - 780 a.C. - 779 a.C. - 778 a.C. - 777 a.C. - 776 a.C. - 775 a.C. - 774 a.C. - 773 a.C. - 772 a.C. - 771 a.C.
Séculos: (Século IX a.C. - Século VIII a.C. - Século VII a.C.)
Décadas: 830 a.C. 820 a.C. 810 a.C. 800 a.C. 790 a.C. - 780 a.C. - 770 a.C. 760 a.C. 750 a.C. 740 a.C. 730 a.C.
Anos: 788 a.C. - 787 a.C. - 786 a.C. - 785 a.C. - 784 a.C.
- 783 a.C. - 782 a.C. - 781 a.C. - 780 a.C. - 779 a.C. - 778 a.C.